# Raznye sudby
Raznye sudby (russisk: Разные судьбы) er en sovjetisk spillefilm fra 1956 af Leonid Lukov.

## Medvirkende
- Tatjana Piletskaja som Tanja Ogneva
- Julian Panitj som Fedja Morozov
- Georgij Jumatov som Stjopa Ogurtsov
- Tatjana Konjukhova som Sonja Orlova
- Valentina Usjakova som Vera Zubova